# Chamyški
Chamyški (in lingua russa Хамышки) è un centro abitato dell'Adighezia, situato nel Majkopskij rajon. La popolazione era di 748 abitanti al dicembre 2018. Ci sono 22 strade.